# Teresa Billington-Greig
Teresa Billington-Greig, född 15 oktober 1876 i Preston, död 21 oktober 1964 i London, var en brittisk feminist. 
Billington-Greig, var en av de första medlemmarna i Women's Social and Political Union (WSPU), utarbetade stadgarna och verkade som nationell organisatör. Hon skrev boken Towards Women's Liberty (1906) och fängslades två gånger för sitt deltagande i protestaktioner. År 1907 splittrades dock WSPU mellan å ena sidan Emmeline och Christabel Pankhurst och deras anhängare och å andra sidan de som önskade en mer demokratisk och lokalt baserad organisation. Billington-Greig tillhörde den senare gruppen och blev, tillsammans med Charlotte Despard och Edith How-Martyn, en av grundarna av Women's Freedom League (WFL). Hon skrev talrika artiklar i den av WFL utgivna tidskriften The Vote och utgav 1911 boken The Militant Suffrage Movement, i vilken  hon kritiserade WSPU:s taktik.